# Artiomowskij
Artiomowskij (ros. Артёмовский) – miasto w Rosji, w obwodzie swierdłowskim. Centrum administracyjne rejonu artiomowskiego. Powstał jako osada Jegorszino. Prawa miejskie otrzymał w 1938 roku wraz ze zmianą nazwy na Artiomowskij (od imienia rewolucjonisty Artioma Siergiejewa).
Położone na wschodnim stoku Środkowego Uralu nad rzeką Bobrowka, prawym dopływie Irbitu.
Odległość do Jekaterynburga 97 km po prostej lub 117 km drogami. Średnia wysokość n.p.m. – 180 metrów.